# Чар-Раджибпур
Чар-Раджибпур (бенг. চর রাজিবপুর, англ. Char Rajibpur) — город на севере Бангладеш, административный центр одноимённого подокруга. Площадь города равна 9,13 км². По данным переписи 2001 года, в городе проживало 8655 человек, из которых мужчины составляли 51,06 %, женщины — соответственно 48,94 %. Плотность населения равнялась 948 чел. на 1 км². Уровень грамотности населения составлял 21 % (при среднем по Бангладеш показателе 43,1 %).